# Протасово (Колпнянский район)
Протасово — упразднённое село в Колпнянском районе Орловской области России. Входила в состав Белоколодезьского сельского поселения. Упразднено в 2004 году.

## География
Село располагалось в юго-восточной части Орловской области, в лесостепной зоне, в пределах центральной части Среднерусской возвышенности, в истоке ручья Степной (приток реки Белая), на расстоянии примерно 3,5 километра (по прямой) к северо-востоку от деревни Крутое.

### Климат
Климат умеренно континентальный; средняя температура января −8,5 °C, средняя температура июля +18,5 °C. Среднегодовая температура воздуха составляет +4,6 °C. Годовое количество осадков 500—550 мм, в среднем 515 мм. Количество поступающей солнечной радиации составляет 91-92 ккал/см². По агроклиматическому районированию Белоколодезька, как и весь район, относится к южному с коэффициентом увлажнения 1,2-1,3. Преобладают юго-западные ветры.

## История
Постановлением Орловской областной думы от 15 октября 2004 года № 32/645-ОС село Протасово исключено из учётных данных.

## Население
Согласно результатам переписи 2002 года в селе отсутствовало постоянное население.